# PostScript
A PostScript egy gyakori, többé-kevésbé operációs rendszer független lapleíró nyelv, amelyben az elemek között vannak vonalak, karakterek, különböző alakzatok és ábrák is. Jól lehet vele vonalas ábrákat leírni, de bitmap is beilleszthető, nagyban növelve ezzel a fájl méretet.
A PostScript fájl nagy előnye, hogy normál karakteres (ASCII) formátumú, így akár egy e-mail-ben is elküldhető. PostScript fájlokba beágyazhatók más PostScript ábrák is, így viszonylag egyszerű programok is képesek több ábrát egy lapon megjeleníteni.
Egy PostScript (.ps) fájl a printernek szól, benne nem csak az ábra leírása található, hanem a printernek szóló utasítások is. Ilyen például a "showpage", amely lap nyomtatásra utasítja több lapos dokumentumok készítéséhez.
A PostScript úgynevezett oldalleíró nyelv, amely a grafikai-tipográfiai elemek mindegyikét vektorgrafikus módon, tehát kicsinyíthető, nagyítható, torzítható formában tárolja. Az EPS (encapsulated PostScript) fájlok exportálhatók, importálhatók, különböző berendezéseken nyomtathatók. Eszköz- és felbontásfüggetlen, mert közvetlenül a nyomtatáskor vagy levilágításkor határozható meg a bittérképpé való átalakítás finomsága, aminek csak a nyomtató vagy a levilágító felbontóképessége szab határt. Nyomdaipari szabvánnyá vált.